# The Frayed Ends of Sanity
«The Frayed Ends of Sanity» es la séptima canción de ...And Justice for All, el cuarto álbum de estudio del grupo musical estadounidense de thrash metal Metallica. Al igual que parte de las canciones del álbum, la canción narra una crítica social.

## Canción
La canción en sí empieza con un «riff» oscuro y lento y consta de partes muy complejas. El solo de guitarra tocado por Kirk Hammett empieza en el minuto 4:30 y termina a los 5:12, durando 47 segundos. También los ritmos de batería son muy complejos al igual que los algunos «riffs» de guitarra.
Su «riff» inicial es la misma melodía que cantan los guardias del castillo de la Bruja del Oeste en la película El mago de Oz de 1939.
Desde su fecha de creación la canción nunca había sido tocada en vivo completa hasta el 28 de mayo de 2014. El público de Finlandia fue quien logró que lo hicieran mediante los votos realizados para la gira europea «By Request» del grupo.

## Créditos
- James Hetfield: Voz y guitarra rítmica.
- Kirk Hammett: Guitarra líder.
- Jason Newsted: Bajo eléctrico.
- Lars Ulrich: Batería y percusión.